# Mohammad Yaqoob
Mullah Mohammad Yaqoob Mujahid (nascido em 1990) é um comandante e clérigo afegão que é o segundo vice-líder do Afeganistão e o Ministro da Defesa em exercício.
É o filho mais velho de Mulá Mohammed Omar, o mujahidin afegão, fundador do Talibã e primeiro comandante dos crentes do Emirado Islâmico do Afeganistão. A partir de 2016, ele próprio adquiriu um papel fundamental no comando dos talibãs, tornando-se vice do seu novo líder supremo, Haibatullah Akhundzada. Em 2020, foi promovido a chefe militar do Talibã (que já chefiou em 15 das 34 províncias). Em 2021, foi nomeado Ministro da Defesa na sequência do restabelecimento do  Emirado Islâmico do Afeganistão após a vitória dos talibãs sobre as forças apoiadas pelo Ocidente na Guerra de 2001-2021.